# Ian Rickson
Ian Rickson (* 8. November 1963 in Dulwich, London) ist ein britischer Theaterregisseur.

## Leben
Rickson wuchs in Südlondon auf. Er absolvierte ein Literaturstudium an der Universität Essex. Zum Theater kam er über die Literatur und die Beschäftigungen mit jungen, noch wenig bekannten Autoren. Ab 1993 arbeitete er zunächst als Assistent am Royal Court Theatre, von 1996 bis 2006 war er dort künstlerischer Leiter. In dieser Zeit gelangen ihm eine Reihe von Inszenierungen, die sowohl Publikumserfolge waren als auch von der Kritik hochgelobt wurden, und die anschließend an weiteren Theatern gespielt wurden. Sie machten ihn über die Landesgrenzen hinaus bekannt.

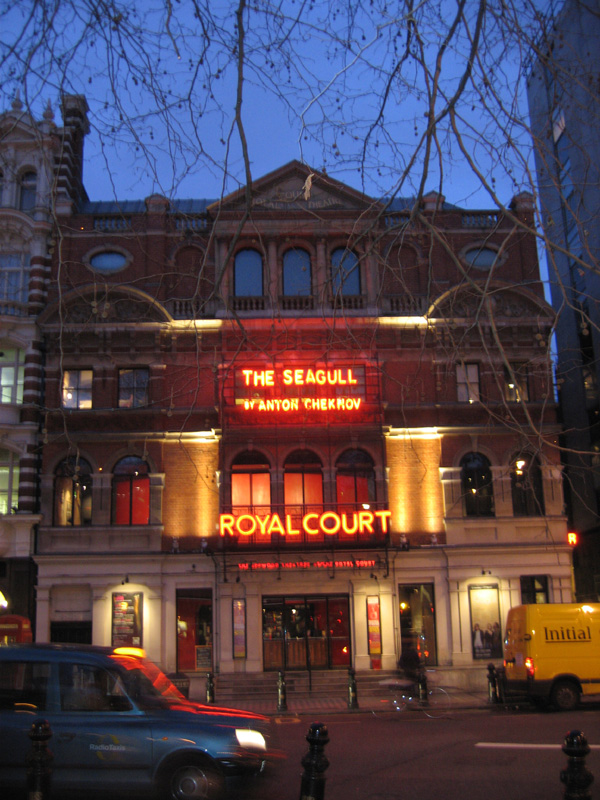
Segull am Royal Court, 2007

Seinen Durchbruch am Royal Court erlebte er 1997 mit der Uraufführung von „The Weir“ des Iren Conor McPherson, ein Stück, das als einer der größten Publikumserfolge in die Geschichte des Hauses einging. Die Inszenierung ging 1998 weiter an den Broadway. Im Juli 2009 brachte er „Jerusalem“ von Jez Butterworth heraus, das ebenfalls zu einem großen Erfolg für das Theater, den Autor, den Hauptdarsteller Mark Rylance und für Rickson als Regisseur werden sollte. „Jerusalem“ war nach „Mojo“ (1995), „The Night Heron“ (2002) und „The Winterling“ (2006) das vierte Stück von Butterworth, das unter seiner Regie am Royal Court uraufgeführt wurde.
2006 beendete er seine Tätigkeit am Royal Court mit einer Inszenierung von Tschechows Stück Die Möwe in der Neuübersetzung von Christopher Hampton. Kristin Scott Thomas stand nach mehreren Jahren, in denen sie ausschließlich Filme gedreht hatte, in der Rolle der Arkadina zum ersten Mal wieder auf einer Theaterbühne. Mackenzie Crook spielte den Konstantin, Katherine Parkinson die Masha und Chiwetel Ejiofor den Trigorin. Kristin Scott Thomas wurde für ihre Performance mit dem Laurence Olivier Award ausgezeichnet. Die Inszenierung ging 2008 an den Broadway ans Walter Kerry Theater.
Nach dem Royal Court arbeitete er nur noch als freier Regisseur, z. B. für das National Theatre, das Almeida und Bühnen am West End und am Broadway.